# Novo Selo (Vrnjačka Banja)
Novo Selo (szerbül: Ново Село), település Szerbiában, a Raškai körzet Vrnjačka Banja-i községében.

## Népesség
- 1948-ban 2 244 lakosa volt.
- 1953-ban 2 340 lakosa volt.
- 1961-ben 2 421 lakosa volt.
- 1971-ben 2 651 lakosa volt.
- 1981-ben 3 168 lakosa volt.
- 1991-ben 3 619 lakosa volt.
- 2002-ben 3 952 lakosa volt, akik közül 3 838 szerb (97,11%), 13 montenegrói, 4 jugoszláv, 2 macedón, 2 szlovén, 1 horvát, 1 magyar (0,02%), 1 muzulmán, 1 orosz, 1 szlovák, 10 nem nyilatkozott és 78 ismeretlen.